# Friedrich von Wurmb
El baró Friedrich von Wurmb (*Turíngia, 1742 - Batàvia, 1781) va ser un naturalista alemany.
Va ser un dels fundadors de la colònia alemanya de Batàvia.
Va ser amic del científic neerlandès Johan Maurits Mohr (1716–1775) actiu a Indonèsia.

## Enllaqços externs
«Detall de l'autor» (HTML) (en anglès). Índex Internacional de Noms de Plantes.   International Organization for Plant Information (IOPI).